# Niophis bucki
Niophis bucki là một loài bọ cánh cứng trong họ Cerambycidae.